# 王用 (永樂進士)
王用（？年—？年），山東平原縣人。明朝政治人物。

## 生平
永樂元年（1403年），王用中式癸未科補行山東鄉試解元。永樂二年（1404年）聯捷甲申科進士。官行人司行人。

## 紀念
平原縣城曾有「解元進士坊」，爲行人王用所立。